# Guerra Latina
A Segunda Guerra Latina, conhecida apenas como Guerra Latina (340–338 a.C.), foi um conflito entre a República Romana e as tribos latinas vizinhas. Ele terminou com a vitória total dos romanos, com a dissolução da Liga Latina e a incorporação dos seus territórios à esfera de influência romana. Os latinos conseguiram direitos parciais e variados graus de cidadania de acordo com a participação de cada cidade na guerra.

## Contexto
Os latinos não tinham um governo central e estavam divididos em diversas cidades auto-governados que compartilhavam uma mesma língua, cultura e algumas instituições legais e religiosas. No século V a.C., estas cidades-estado formaram uma aliança militar de proteção mútua com os romanos chamada Foedus Cassianum, cujo objetivo principal era resistir aos raides e invasões de dois povos vizinhos, os équos e os volscos. Como a maior cidade latina, Roma naturalmente tinha uma posição de relevo nesta aliança. No início do século IV a.C., com a ameaça das invasões debelada, sobreveio um temor cada vez maior do poderio romano. Diversas guerras entre Roma e as cidades latinas, geralmente aliadas aos seus antigos inimigos, os volscos, foram registradas na primeira metade do século IV a.C.. No fim, latinos e volscos não conseguiram evitar que Roma estabelecesse seu controle sobre o Ager Pomptinus (o território dos Pântanos Pontinos e os Montes Lepinos) e, em 381 a.C., de anexar a cidade latina de Túsculo. A ameaça das invasões gaulesas parece ter convencido pelo menos algumas cidades latinas a restaurar a aliança com Roma em 358 a.C., mas entre elas não estavam Tibur e Preneste, as duas maiores cidades latinas que só fizeram as pazes com Roma em 354 a.C. depois de duras guerras. Durante a década de 340 a.C., as relações romano-latinas pioraram novamente. Lívio relata que, em 349 a.C., enfrentando novamente uma iminente invasão gaulesa, os latinos se recusaram a entregar sua parte das tropas e, em 343 a.C., chegaram a planejar um ataque a Roma, o que só foi evitado pelas notícias das vitórias romanas contra samnitas, o que os levou a atacaram Paeligni no lugar.
Os samnitas eram uma federação tribal que vivia nos Apeninos centrais. Em 354 a.C., eles firmaram um tratado de amizade com Roma, provavelmente fixando o rio Liris como fronteiras de suas respectivas esferas de influência, mas, apesar deste tratado, a Primeira Guerra Samnita irrompeu entre Roma e os samnitas pelo controle da Campânia. Segundo Lívio, esta guerra começou com um ataque samnita a uma tribo menor, os sidicínios. Incapazes de resistir, eles apelaram aos campânios, liderados pela cidade-estado de Cápua, famosa por sua riqueza, mas eles também foram derrotados e os samnitas invadiram a Campânia. Neste ponto, os campânios decidiram se render incondicionalmente aos romanos, o que os obrigou a intervir para proteger seus novos súditos contra os samnitas. Historiadores modernos discutem se essa rendição de fato aconteceu ou se foi inventada para absolver Roma da quebra do tratado, mas geralmente se concorda que Roma formou alguma espécia de aliança com Cápua.
A Primeira Guerra Samnita terminou em 351 com uma negociação de paz e a renovação do tratado anterior. Roma manteve sua aliança com os campânios, mas aceitou que os sidicínios passassem para a esfera de influência samnita. Segundo Lívio, assim que a paz com Roma foi fechada, os samnitas atacaram os sidicínios com as mesmas forças que haviam utilizado contra Roma. Enfrentando uma inevitável derrota, os sidicínios tentaram se render a Roma, mas a rendição foi rejeitada pelo Senado com o argumento de que ela teria vindo tarde demais. Os sidicínios então se voltaram aos latinos, que já se preparavam para a guerra. Os campânios se juntaram à guerra e, liderado pelos latinos, um grande exército invadiu Sâmnio. A maior parte dos danos provocados aos samnitas foi resultado de raides e não de batalhas e, embora os latinos terem levado a melhor em vários encontros com os samnitas, eles próprios recuaram do território inimigo. Os samnitas enviaram embaixadores a Roma para reclamar e exigir que, se latinos e campânios realmente eram povos súditos de Roma, Roma deveria utilizar sua autoridade sobre eles para evitar novos ataques ao territórios samnitas. Os campânios haviam se rendido a Roma e estavam obrigados a obedecer, porém não havia nada no tratado com os latinos que os impedisse de declarar guerra com quem quer que fosse. O resultado desta resposta foi uma completa revolta dos campânios contra Roma, o que encorajou os latinos a agirem. Com a desculpa de estarem preparando uma guerra contra os samnitas, os latinos tramaram em segredo com os campânios para lutar contra Roma. Porém, o plano vazou e, em Roma, os cônsules de 341 a.C. receberam ordens de deixarem seus postos antes do final de seus mandatos para que novos cônsules pudessem assumir no início dos preparativos de uma grande guerra que se avizinhava. Os cônsules eleitos para 340 a.C. foram Tito Mânlio Imperioso, pela terceira vez, e Públio Décio Mus.
Historiadores modernos não dão muito crédito a esses eventos que supostamente ocorreram depois do final da Primeira Guerra Samnita, defendendo que seriam em grande parte inventados. Há diversas similaridade com os eventos que supostamente teriam dado início à Guerra Samnita, com os samnitas mais uma vez em guerra contra os sidicínios e uma oferta de rendição feita a Roma, uma duplicação que quase certamente não é histórica. Desta vez a rendição foi recusada, o que revela a superioridade moral do Senado Romano na época. O suposto complô entre latinos e campânios também é provavelmente uma invenção, inspirada por conversas secretas similares dos italianos antes da Guerra Social (91-88 a.C.), na qual os planos também vazaram.

## Guerra

### Relato antigo
Lívio escreveu que, quando os romanos souberam das conversas secretas dos latinos com os campânios, eles ordenaram que dez lideranças entre os latinos viessem a Roma para receber instruções, simulando uma preocupação com os samnitas. Nesta ocasião, os latinos contavam com dois dois pretores, Lúcio Ânio, de Sétia, e Lúcio Numísio, de Circeii, ambas colônias. Através de seus esforços, as colônias de Signia e Velitras, além dos volscos, foram convencidas a irem a guerra contra Roma. Como não poderia haver dúvidas sobre as reais intenções desta convocação a Roma, os latinos realizaram uma assembleia para decidir o que seus líderes deveriam responder às perguntas que eles esperavam que os romanos fossem perguntar. Neste encontro, Ânio reclamou que Roma estava tratando os latinos como súditos e não como aliados e propôs que os latinos deveriam exigir que, dali em diante, um cônsul e metade dos senadores romanos deveriam ser eleitos pelos latinos, o que daria aos latinos um poder equivalente ao de Roma no governo. Esta medida foi aceita e Ânio foi nomeado porta-voz pelos latinos. O Senado recebeu a delegação latina no Templo de Júpiter Ótimo Máximo, no Capitólio, e recomendou que os latinos não deveriam ir à guerra contra os samnitas por causa do tratado com Roma. Em um discurso no Senado, Ânio apresentou as demandas dos latinos e recebeu uma furiosa resposta do cônsul Tito Mânlio Torquato. Lívio conta que, segundo a tradição, enquanto os senadores invocavam os deuses como guardiões de seus tratados com os latinos, Ânio teria sido ouvido desprezando o poder divino de Júpiter. Porém, quando saía furioso do templo, Ânio escorregou na escada e ficou inconsciente ou, segundo alguns autores, morreu. Quando Torquato viu Ânio deitado ali, jurou atacar os exércitos dos latinos da mesma forma que os deuses atacaram o enviado latino. Este discurso foi aplaudido pelo povo romano e a guerra foi declarada.

### Visão moderna
Historiadores modernos consideram o relato de Lívio sobre o início da Guerra Latina como uma ficção não histórica, repleta de discursos inventados escritos, como era prática comum entre os historiadores antigos, como forma de apresentar os argumentos de ambos os lados. Há uma semelhança geral entre a retórica dos discursos de Lívio escritos para Lúcio Ânio e as reclamações e demandas feitas pelos aliados italianos de Roma na Guerra Social. Diversos dos escritores que se sabe que Lívio utilizou como fonte para os eventos da história romana do século IV a.C. viveram na época da Guerra Social e seria natural para eles traçarem paralelos entre a Guerra Latina e os eventos da época. Como o Senado Romano rejeitou uma embaixada dos revoltosos italianos em 90 a.C., o mesmo aconteceu com a embaixada latina em 340 a.C.. Posteriormente, em seu relato sobre a Segunda Guerra Púnica, Lívio menciona que algumas de suas fontes alegavam que os capuanos, depois da Batalha de Canas, também haviam enviado uma embaixada para exigir uma divisão equitativa do governo da República Romana. Ele próprio, porém, rejeitou o relato como uma duplicação das demandas feitas pelos latinos no início da Guerra Latina. Historiadores modernos não acreditam que os latinos tenham feito qualquer demanda por um cônsul e metade dos senadores em 340 a.C.. É possível, contudo, que Cápua de fato tenha feito isso em 216 a.C., mas é mais provável que Lívio esteja correto ao considerar este relato como uma duplicação. Ao invés disto, estes historiadores propõem que, historicamente, estas demandas políticas tenha sido feitas pelos italianos antes da Guerra Social. Porém, não existe nenhum relato antigo sobre estas demandas sobrevivente hoje. No final do século I a.C., Roma já era a potência dominante no Mediterrâneo e a cidadania romana era algo muito desejado. Porém, este tipo de sentimento é considerado anacrônico quando projetado no século IV a.C.. Em 340 a.C., Roma era pouco mais do que uma potência local no Lácio, mas cuja agressividade e a recente expansão para a Campânia era uma ameaça crescente à independência das comunidades latinas menores, que se viam ameaçadas de serem completamente cercadas pelo território romano. Mais provável do que ter sido causada por uma recusa de Roma em partilhar o governo com os demais latinos, a Guerra Latina é melhore descrita como a tentativa final dos latinos para manterem sua independência. Nesta empreitada, receberam o apoio dos volscos, que estavam exatamente na mesma situação dos latinos, e dos campânios, sidicínios e auruncos, três povos que estavam sob a ameaça de serem esmagados entre as grandes potências da Itália Central, os romanos e os samnitas.

## Campanhas
Os latinos invadiram Sâmnio e o exército romano marchou até o lago Fucine, evitando, desta forma, o Lácio. Depois de invadirem a Campânia, latinos e campânios foram atacados perto do monte Vesúvio. Na Batalha do Vesúvio, os romanos, liderados por Públio Décio Mus e Tito Mânlio Imperioso Torquato, foram vitoriosos. Segundo as fontes romanas, Mânlio restaurou a disciplina no exército romano executando seu próprio filho por uma desobediência não intencional. Já Décio Mus teria se sacrificado ritualmente aos deuses para garantir a vitória romana. Os latinos sofreram pesadas perdas e apenas um quarto dos participantes conseguiu escapar. Os sobreviventes se reagruparam em Minturno.
Sob comando de Númisio, os latinos conseguiram se reorganizar, principalmente depois da chegada de reforços latinos e volscos, mas seu exército foi derrotado novamente na Batalha de Trifano. 
No ano seguinte (339 a.C.), dos cônsules Tibério Emílio Mamercino e Quinto Publílio Filão, os latinos se revoltaram novamente e foram mais uma vez derrotados numa batalha na planície fenectana. A cidade de Pedo foi cercada e, logo em seguida, Emílio Mamercino retornou para Roma e o conflito se arrastou até a posse dos cônsules do ano seguinte
Os novos cônsules, Lúcio Fúrio Camilo e Caio Mênio Públio, retomaram o cerco de Pedo. Numa batalha campal, os romanos derrotaram os habitantes da cidade, aos quais haviam se juntado os tiburinos e os prenestinos. Depois de capturada Pedo, a derrota final veio em 338 a.C., numa batalha perto de Âncio, no rio Astura, na qual Caio Mênio comandou as forças romanas que derrotaram o exército latino combinado de Âncio, Lanúvio, Arícia e Velitras.
Por esta campanha, os dois cônsules celebraram um triunfo e tiveram a rara homenagem de ter estátuas equestres de si próprios colocadas no Fórum Romano.

## Consequências políticas
Como resultado do final da guerra, o Senado Romano decidiu o destino de cada cidade latina de acordo com seu comportamento durante a guerra, sempre considerando a necessidade de pacificar a região.
Lanúvio, Arícia, Nomento e Pedo receberam a cidadania romana e a liberdade religiosa, Túsculo conseguiu manter seus direitos civis já obtidos na anexação, Velitras perdeu suas muralhas e seus senadores foram expulsos, Âncio recebeu uma nova colônia romana e a cidadania romana, mas sua marinha foi confiscada, Tibur e Preneste perderam seus territórios e todos os demais povos latinos perderam o direito de comerciarem entre si, de casarem entre si e de realizarem assembleias comuns. Na prática, foi extinta a Liga Latina.
Quanto aos demais povos, os senadores decidiram conceder a cidadania romana sem direito a voto (civitas sine suffragio) aos equestres campânios por terem se recusado a ajudar os latinos e aos habitantes de Fonda e Formia por terem permitido a passagem do exército romano. Além disso, Cumas e Suessula perderam seus territórios, o mesmo destino de Cápua.